# Adam Doboszyński (polityk)
Adam Władysław Doboszyński (ur. 11 stycznia 1904 w Krakowie, zm. 29 sierpnia 1949 w Warszawie) – polski inżynier, polityk, oficer rezerwy saperów i pisarz, członek Obozu Wielkiej Polski oraz Stronnictwa Narodowego (SN). Prekursor i jeden z czołowych przedstawicieli polskiego dystrybucjonizmu.

## Młodość
Urodził się w kamienicy Goryszowskich w Krakowie w rodzinie ziemiańskiej Adama i Natalii Doboszyńskich. Ojciec był adwokatem i członkiem austriackiej Rady Państwa (1900–1907). Naukę rozpoczął w 1913. Maturę uzyskał w 1920. W czasie wojny polsko-bolszewickiej zgłosił się jako ochotnik do 6 pułku artylerii ciężkiej w Krakowie, w którym służył cztery miesiące.

## Studia
Po zdaniu matury w tym samym roku podjął studia na Uniwersytecie Warszawskim na wydziale prawa, jednak szybko z tego zrezygnował, przenosząc się do Wyższej Szkoły Technicznej w Gdańsku. Naukę łączył z aktywnością społeczną wspierając polskie organizacje narodowe, które działały na terenie Wolnego Miasta Gdańska. Doboszyński był współzałożycielem Bratniej Pomocy Zrzeszenia Studentów Polskich oraz prezesem Związku Akademików Gdańskich „Wisła”. Otrzymał także godność członka honorowego Związku Polskiej Młodzieży Akademickiej i Związku Polskich Korporacji Akademickich.
Trzykrotnie brał udział w kongresach Międzynarodowej Konferencji Studentów, przewodnicząc delegacji polskiej na zjeździe w Budapeszcie. W 1925 ukończył studia, uzyskując dyplom inżyniera budowlanego. W latach 1925–1927 kontynuował naukę w Szkole Nauk Politycznych w Paryżu, jednak musiał je przerwać z powodu kłopotów materialnych rodziny.
Po powrocie do kraju ukończył z wyróżnieniem Szkołę Podchorążych Rezerwy Saperów w Modlinie. Na stopień podporucznika został mianowany ze starszeństwem z dniem 1 stycznia 1931 i 1. lokatą w korpusie oficerów rezerwy inżynierii i saperów. W 1934 pozostawał w ewidencji Powiatowej Komendy Uzupełnień Kraków Miasto. Posiadał przydział w rezerwie do 5 batalionu saperów w Krakowie.
W tym okresie zajął się rodzinnym majątkiem w Chorowicach pod Krakowem. Powstały wówczas jego pierwsze książki: wydana w 1928 powieść „Słowo ciężarne”, która wzbudziła polemikę na temat socjologicznej roli radia w kształtowaniu poglądów politycznych i społecznych, a także praca z zakresu demografii „Szlakiem Malthusa” i niewydany dramat „Trans”. Doboszyński udzielał się także w środowisku ziemiańskim pełniąc w latach 1929–1931 obowiązki sekretarza krakowskiego oddziału Związku Ziemian.

## Wczesna działalność polityczna i poglądy
W 1931 roku przystąpił do Obozu Wielkiej Polski, rozpoczynając związek z ruchem narodowym. Po rozwiązaniu OWP zachowywał dystans wobec nowych inicjatyw politycznych młodych działaczy narodowych. Kluczowym momentem w kształtowaniu jego poglądów była znajomość nawiązana w 1933 roku z Gilbertem Keithem Chestertonem podczas pobytu w Anglii. Koncepcja dystrybucjonizmu angielskiego myśliciela znacząco wpłynęła na późniejsze teorie gospodarcze Doboszyńskiego.
Wydana w 1934 roku praca Gospodarka narodowa odniosła znaczący sukces, ukazując się w trzech wydaniach przed wybuchem wojny. Doboszyński opracował w niej krytykę zarówno liberalnego kapitalizmu, jak i systemów kolektywistycznych, uznając oba za wynikające z materialistycznego światopoglądu. Jego koncepcja gospodarcza opierała się na nauce społecznej Kościoła katolickiego i pismach św. Augustyna oraz św. Tomasza z Akwinu. Postulował upowszechnienie własności, walkę z monopolami oraz przebudowę społeczną opartą na korporacjach zawodowo-stanowych, które miały stanowić podstawę nowego ustroju gospodarczego.
Od 1934 roku działał w Stronnictwie Narodowym jako referent prasy i propagandy okręgu krakowskiego. Wykazywał się dużą aktywnością organizacyjną, wygłaszając odczyty w środowiskach robotniczych różnych miast oraz organizując niekonwencjonalne formy propagandy, jak objazdowe biblioteki. Tworzył również Zjednoczenie Zawodowe „Praca Polska” w Krakowie. Jego działalność spotykała się z zainteresowaniem policji, która konfiskowała druki i aresztowała działaczy.

## Wyprawa myślenicka
Od 1935 roku publikował na łamach nacjonalistycznego tygodnika „Prosto z Mostu”, skupiającego pisarzy o radykalnie narodowych poglądach. W 1936 roku Stronnictwo Narodowe uznało inspirowanie antyżydowskich zamieszek za dopuszczalne narzędzie w walce z sanacją, zgadzając się na przemoc. Akceptowano również rasizm, żądając, aby separować nie tylko faktycznych lub formalnych wyznawców judaizmu, ale także tych, którzy przyjęli chrześcijaństwo lub pochodzili z mieszanych rodzin.
Przyzwolenie na zamieszki ośmieliło też Doboszyńskiego. W 1936 roku, inspirując się zamachem stanu z 1922 roku Benita Mussoliniego, zorganizował bojówki, które pod hasłami antysemickimi w nocy z 22 czerwca na 23 czerwca 1936 opanowały zbrojnie na kilka godzin miasteczko Myślenice; akcja ta była później nazywana „Wyprawą myślenicką” lub „Marszem na Myślenice”. Rozbrojono posterunek policji i przerwano linię telefoniczną. W znajdujących się na rynku sklepach żydowskich stłuczono szyby wystawowe, a znajdujące się w nich towary zostały zniesione na rynek i podpalone. Uczestnicy wyprawy uszkodzili także synagogę (usiłowano ją podpalić) i dom starosty powiatu myślenickiego .
Nad ranem oddział dowodzony przez Doboszyńskiego wycofał się z miasteczka, policja wysłała za nim trzy grupy pościgowe, które w toku kilkudniowego pościgu dwukrotnie starły się z grupą Doboszyńskiego, kierującą się na południe w stronę granicy z Czechosłowacją. W wyniku walk grupa została rozproszona, a większość jej członków aresztowana. Sam Adam Doboszyński, w okolicy Zawoi, został lekko ranny przez policjanta i również wtrącony do aresztu.
Podczas przesłuchania przez policję Doboszyński wziął całą winę na siebie. Sąd okręgowy w Krakowie skazał 36 oskarżonych na kary od 6 do 20 miesięcy więzienia, przy czym 20 z nich karę zawieszono, a 11 uniewinniono. Ława przysięgłych uniewinniła Doboszyńskiego, ale sąd drugiej instancji skazał go na 3,5 roku więzienia. Doboszyński opuścił więzienie dzięki urlopowi zdrowotnemu w lutym 1939. Obrońcą Doboszyńskiego w procesie był krakowski adwokat i radny Oskar Stuhr.
Na wolności Doboszyński nie zrezygnował z aktywności politycznej. W kwietniu 1939 r. na Ogólnopolskim Zjeździe SN popierał kandydaturę Zygmunta Berezowskiego na stanowisko prezesa SN, a w razie jego wyboru sam miał zostać wiceprezesem stronnictwa. Berezowski przegrał, a Doboszyński wszedł w skład Komitetu Głównego SN.

## II wojna światowa
W sierpniu 1939 nie otrzymał przydziału do wojska, w związku z wyrokiem pozbawienia praw publicznych. Po wybuchu wojny wstąpił ochotniczo do wojska, dowodził oddziałem saperów. Ranny w bitwie pod Lwowem, zdołał zbiec z niewoli niemieckiej. Po klęsce wrześniowej przedostał się przez Węgry i Mediolan do Wojska Polskiego we Francji. W maju 1940 pełnił służbę w 1 Modlińskim batalionie saperów na stanowisku dowódcy plutonu. Za swoją służbę został odznaczony Krzyżem Walecznym i francuskim Croix de Guerre.

## Na emigracji
W Wielkiej Brytanii, w randze porucznika, pozostał w wojsku, ale równocześnie prowadził działalność polityczną na własną rękę. Krytykował SN i jego prezesa Tadeusza Bieleckiego za ugodowość wobec rządu gen. Władysława Sikorskiego i oficjalnie wystąpił ze Stronnictwa Narodowego. Brał udział w pracach powołanego wiosną 1942 Komitetu Zagranicznego Obozu Narodowego, którego był pomysłodawcą i jednym z organizatorów. Celem komitetu było wypracowanie wspólnego stanowiska politycznego i zbliżenia Stronnictwa Narodowego, Obozu Narodowo-Radykalnego „ABC” i falangistów Bolesława Piaseckiego. W dalszych planach było stworzenie wspólnego ruchu katolicko-narodowego. Władysław Sikorski proponował mu stanowisko ministra informacji i propagandy w swoim gabinecie, ale Doboszyński odmówił.
Został osadzony w obozie dla przeciwników politycznych na szkockiej wyspie Bute, gdzie spędził prawie rok. W tym czasie dużo publikował, ukazały się wówczas dwie części pracy Wielki Naród, dedykowanej „bojowcom ukraińskim kolegom z celi i spaceru” oraz Zagrody i wspólnoty. W „The Catholic Herald” i „Weekly Review” propagował katolickie koncepcje ustrojowe i społeczno-gospodarcze. W latach 1940–1941 wraz z księdzem Stanisławem Bełchem wydawał pismo „Jestem Polakiem”, będące trybuną dla środowisk narodowych, niezadowolonych z polityki Sikorskiego. Na jego łamach wystąpił z krytyką rządu za jego dążenie do podpisania układu z ZSRR. Uważał Sikorskiego za człowieka słabego, którego kariera oparta była na kontaktach z czynnikami zagranicznymi i który premierem rządu polskiego na wychodźstwie został pod naciskiem rządu francuskiego.
15 lutego 1943 w ukazującym się nielegalnie w Wielkiej Brytanii piśmie „Walka” Doboszyński ujawnił tzw. notę Wołkowa z 16 stycznia 1943 roku informującą, iż wszyscy mieszkańcy ziem polskich zagarniętych w 1939 roku, zostają obywatelami radzieckimi i opatrzył ją listem otwartym do prezydenta Władysława Raczkiewicza i gen. Kazimierza Sosnkowskiego, w którym nawoływał do obalenia Sikorskiego. Za opublikowanie listu Doboszyński został przejściowo aresztowany, a następnie wydalony z wojska, a wydawca pisma „Walka”, Zygmunt Przetakiewicz, został skazany na 7 miesięcy więzienia.
Mieszkając w Londynie Doboszyński żył w biedzie, wspomagany czasami przez kolegów z wojska. Mimo tych kłopotów dużo pisał: w 1945 wydał po angielsku „Ekonomię miłosierdzia” („Economics of Charity”), w 1947 „Małą Encyklopedię Pojęć Społecznych”. i „Dwie płaszczyzny nacjonalizmu”, przetłumaczył m.in. „Krótką historię Anglii” autorstwa G.K. Chestertona i „Kryzys pieniądza” Ch. Hollisa. Pozostał także aktywny politycznie w organizacji Pokolenie Polski Niepodległej, propagował ideę powołania federacji narodów środkowo-europejskich, którą uważał za najlepsze zabezpieczenie przed ekspansją Niemiec i Rosji. Należał do władz Klubu Federacji Środkowo Europejskiej w Londynie. Popierał też działalność Antybolszewickiego Bloku Narodów, w którego skład wchodzili m.in. nacjonaliści z Ukrainy, Białorusi oraz narodów kaukaskich.
Doboszyński był czynny w akcji informowania o zbrodni katyńskiej, na przekór brytyjskim i polskim czynnikom oficjalnym zainteresowanym dobrymi stosunkami ze Związkiem Radzieckim. Krytykował nieprzemyślane i nieprzynoszące korzyści Polsce szafowanie polską krwią w związku z szerzącą się w polskim podziemiu ideologią powstańczą. Doboszyński dawał wyraz obawom, że jeśli w okupowanym kraju wybuchnie powstanie, będzie ono równie tragicznego w skutkach co zrywy dziewiętnastowieczne. W opublikowanym w listopadzie 1943 r. artykule „Ekonomia krwi” twierdził, że przez dwieście lat niewoli ciągoty powstańcze zaszczepiali Polakom ich wrogowie, ciągnący korzyści z nieudanych zrywów, których głównym efektem było wyniszczenie najbardziej ideowych i patriotycznych jednostek narodu. Uważał następnie, że przebieg powstania warszawskiego w 1944 potwierdził trafność tych przewidywań.
Uważał, że wybuch nowej wojny przeciwko Związkowi Radzieckiemu jest nieunikniony, jednak nie doprowadzi ona do wyzwolenia Polski. Przewidywał, że wywiady aliantów zachodnich będą dążyć do wykorzystania antykomunistycznego podziemia w Polsce do wzniecenia nieudanego powstania, które odciążyłoby ich własny wysiłek zbrojny. Doboszyński przewidywał, że okupacja radziecka jest sytuacją przejściową, będzie jednak ciężkim doświadczeniem dla Polaków. Dlatego opowiadał się za zlikwidowaniem podziemia w kraju, ewakuowaniem kadry wojskowej na zachód (tzw. „elita walki”), pozostawiając w kraju część nieczynnych działaczy politycznych i społecznych („elita trwania”) w oczekiwaniu na zmianę warunków geopolitycznych.

## Powrót do kraju
W grudniu 1946 przedostał się do Polski. W ciągu pierwszej połowy 1947 jeździł po całym kraju i odbył kilkadziesiąt spotkań z działaczami narodowymi i katolickimi. Adam Doboszyński planował, że wynikiem tych spotkań będzie powstanie nieformalnego środowiska, które miało wypracować wspólny program dotyczący bieżącej sytuacji. Miał nadzieję, że po klęsce ZSRR w starciu z Amerykanami i wygaśnięciu okupacji komunistycznej, grupa ta stanie się zaczątkiem szerokiego frontu katolicko-narodowego, który odbuduje nową silną Polskę. Było to jednak zadanie niewykonalne w ówczesnym czasie, o czym Doboszyński przekonał się w czasie pobytu w kraju. Większość rozmówców została szybko aresztowana przez Urząd Bezpieczeństwa. Nie udało się doprowadzić do spotkania z dowódcą partyzanckim Narodowego Zjednoczenia Wojskowego Romualdem Rajsem ps. „Bury”.

## Więzienie, proces, stracenie

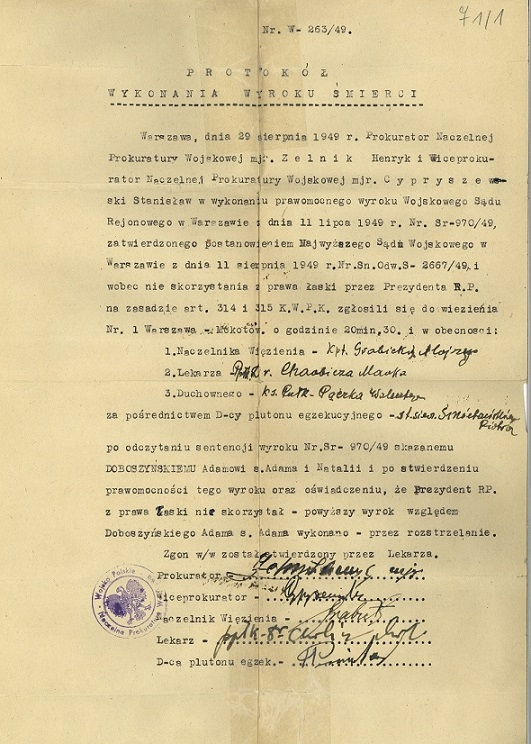
Protokół wykonania wyroku śmierci na Adamie Doboszyńskim

W tym czasie Doboszyński napisał swoją ostatnią pracę zatytułowaną W pół drogi. Zawarł w niej syntezę swej myśli politycznej, ocenę ówczesnej sytuacji politycznej Polski, prognozy na przyszłość oraz wskazania dla ruchu narodowego. Nie zdążył wykonać ostatecznej redakcji tekstu swego ostatniego dzieła. Funkcjonariusze UB aresztowali go w Poznaniu 3 lipca 1947. Śledztwo prowadził osobiście płk Józef Różański, przy zastosowaniu szeregu wymyślnych szykan i tortur. 18 czerwca 1949 rozpoczął się pokazowy proces przed Wojskowym Sądem Rejonowym w Warszawie. Doboszyński został oskarżony o współpracę z wywiadem hitlerowskich Niemiec i Stanów Zjednoczonych, a także o to, że „inspirował społeczeństwu polskiemu faszystowską doktrynę polityczną i filoniemiecką orientację, organizując ponadto pogromy antysemickie”.
11 lipca sąd wydał wyrok, skazując Doboszyńskiego na karę śmierci. Wyrok ten został utrzymany następnie przez Najwyższy Sąd Wojskowy, a prezydent Bolesław Bierut nie skorzystał z prawa łaski. Wyrok został wykonany strzałem w tył głowy 29 sierpnia 1949 przez etatowego kata Piotra Śmietańskiego w więzieniu mokotowskim. Grób symboliczny znajduje się na Cmentarzu Wojskowym na Powązkach w Warszawie w Kwaterze „Na Łączce”. Po latach starań rodziny i przyjaciół 29 kwietnia 1989 Sąd Najwyższy ostatecznie oczyścił ze wszystkich powojennych zarzutów i pośmiertnie zrehabilitował Adama Doboszyńskiego.

## Upamiętnienie

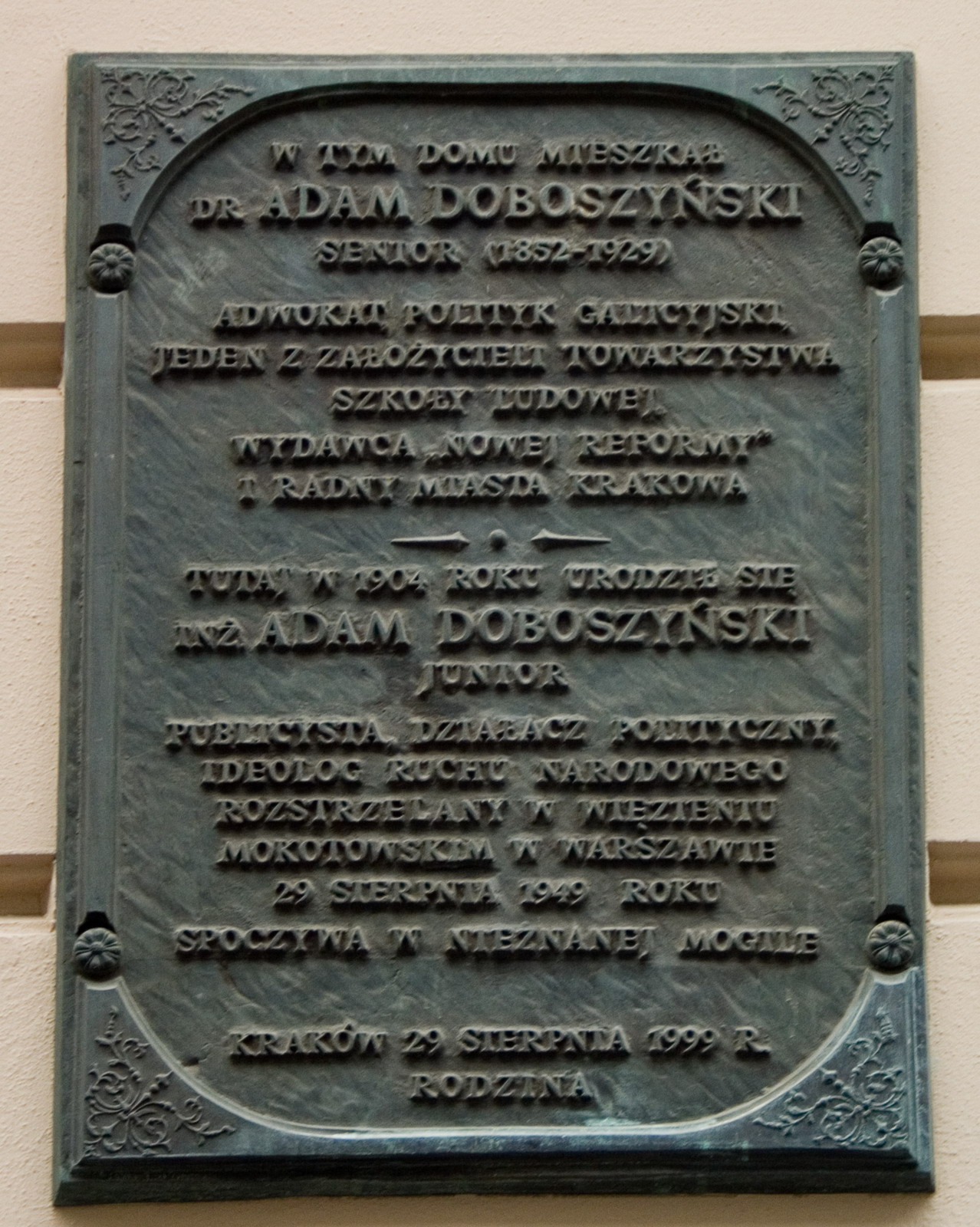
Tablica pamiątkowa. Kraków ul. św. Anny 3.

W Krakowie, w Dzielnicy I Stare Miasto, przy ulicy św. Anny nr 3 znajduje się tablica pamiątkowa poświęcona pamięci Adama Doboszyńskiego (seniora) oraz Adama Doboszyńskiego (juniora).
21 sierpnia 2016 w rodzinnych Chorowicach odsłonięto tablicę upamiętniającą osobę Adama Doboszyńskiego.